# Running (film)
Running (Running Scared) è un film del 2006 scritto e diretto da Wayne Kramer e prodotto dalla Media 8 Entertainment. Le star di questo film sono Paul Walker, Cameron Bright e Vera Farmiga.

## Trama
Il mafioso Joey Gazelle, coinvolto per caso nell'uccisione di un poliziotto corrotto, deve recuperare la pistola che lo ha ucciso, che metterebbe nei guai il suo padrino e la mafia russa. La pistola era scomparsa perché a sottrarla a Joey, che la custodiva, ed usarla era stato un bambino, Oleg.

## Altre informazioni
Il film, dedicato a Sam Peckinpah, Brian De Palma e Walter Hill, è stato girato con due filtri: in alcune scene vengono scelti i colori pastello.